# Комуникација путем видљиве светлости
Комуникација путем видљиве светлости (VLC – Visible Light Communication) се односи на кратко-дометне оптичке бежичне комуникације помоћу видљивог дела спектра између 380 и 780nm. 
VLC се истражује од стране бројних универзитета, корпорација и организација широм света. Током 2007. године Japan Electronics and Information Technology Industries Association’s (JEITA) утврђује стандарде за системе који користе видљиву светлост. Конзорцијум за комуникацију преко видљиве светлости (Visible Light Communications Consortium – VLCC) је увео спецификациони стандард 2008. године. Пројекти за гигабитни приступ код куће у Европи су такође укључивали увођење и примену VLC-а у кућне мреже. IEEE 802.15.7 је стандард који се односи на оптичке комуникационе системе на таласним дужинама видљиве светлости. Овај стандард подржава више различитих топологија, као што су тачка – тачка (peer-to-peer) и топологија звезде, уз брзину преноса података у распону од 11.67 kb/s до 96 Mb/s за унутрашње и спољашње апликације.

## Основне карактеристике VLC
VLC-ом се преносе подаци помоћу оптичких извора, као што су светлеће диоде – LED и ласерске диоде, које користе интензивне модулације, врше брза треперења, односно брзо се укључују и искључују, тако да људско око то не може да примети, тј. стиче утисак да су диоде непрекидно укључене. Због широке примене LED диода, њихове енергетске ефикасности, ниских цена и новијих напредака у LED технологији, заинтересованост за оптичке комуникације на таласним дужинама видљиве светлости је доста повећана. Радио-фреквенцијске (RF) комуникацје испод 6 GHz заузимају велики део спектра, тако да понестаје фреквенција за комуникацију при великим брзинама. Са приближно 300THz пропусног опсега расположивог за VLC, брзине преноса података и по неколико Gb/s, могу се обезбедити на кратким раздаљинама, на пример, користећи низове LED диода у системима са вишеструким улазима и излазима. Користећи једноставне LED диоде и фотодетекторе заједно са осветљењем обезбеђује се комуникација са великим брзинама преноса података, у поређењу са скупим RF решењима, која захтевају високу потрошњу електричне енергије за пренос, конверзију и обраду података. VLC је обећавајуће решење за велике брзине преноса података приликом примена у затвореном простору. 
VLC је први пут изложен у Јапану и од тада је изазвао значајно интересовање широм света. Ова технологија има многе предности у односу на RF. Пошто светлост не може да прође кроз непровидне препреке, опсег видљиве светлости се може поново користити, без икаквих сметњи, у различитим (чак и суседним) собама. Предности VLC такође укључују и: непостојање услова за издавање лиценци, ниске трошкове крајњих уређаја, истовремену комуникацију и осветљење, као и висок ниво сигнал-шум (SNR – Signal to Noise Ratio). Поред тога, све док су прописи о безбедности ока и коже задовољени, не постоји брига за здравље.

## Реализација VLC
Мали трошкови фабрикације су велики предуслов за имплементацију VLC-а, као и минимална потрошња енергије, доказана робусност и веће брзине преноса података.

### Трошкови
Трошкови развоја VLC технологије су подељени у 3 дела. Прво, за LED су потребни склопови за модулацију високих протока. Друго, потребан је јак аналогни LED драјвер и појачавач са малим шумом, смештен иза фотодиоде. Треће, потребан је чип за адаптивну OFDM (Orthogonal Frequency Division Multiplexing), који ће представљати интерфејс у мрежној архитектури. Сви ови аспекти су данас већ изводљиви са комерцијалним компонентама, тако да је масивна производња остварива. Мали трошкови масовне производње захтевају интеграцију система како би се наставило са смањењем форме предајника и пријемника. Температура светлости особина светлости, (изражава се у келвинима), и што је она већа, то је светлост хладнија, па постаје непријатна за људско око. Како је избор температуре боје релативно небитан за комуникацију, систем може да ради и са променљивим бојама светлости. VLC користећи LED диоде и фотодетекторе заједно са осветљењем обезбеђује комуникацију са великом брзином преноса података, у поређењу са скупим RF решењима, која захтевају високу потрошњу електричне енергије за пренос, конверзију и обраду података. 

### Брзина
Веће брзине преноса података у point-to-point комуникацији су сигурно омогућене употребом ширег пропусног опсега и таласног мултиплексирања, WDM-а (Wavelength Division Multiplexing). Постоји велики потенцијал за извршавање просторног мултиплексирања употребом посебних предајника и пријемника, са брзинама до 10 Gb/s, а и већим. Са друге стране, стотине мегабита по секунди могу да буду довољне за данашње појединачне кориснике. Можда би било ефикасније користити потенцијал просторног мултиплексирања да би се достигле веће агрегатне брзине преноса података за више корисника који се налазе на хомогеном великом подручју.

## Примена VLC-а
Широка употреба LED диода у саобраћајним апликацијама и све веће интересовање интелигентних транспортних система (ITS – Intelligent Transport Systems, системи који користе низ мера и технологија за повећање безбедности у саобраћају, ефикасно одвијање саобраћаја и заштите животне средине) представљају разлоге за увођење VLC апликација. Пренос података коришћењем LED семафора и LED стоп светала је пример VLC апликација. Пошто су VLC линкови видљиви, монтажа опреме поред пута је много лакша. Поред тога, претходно инсталирани објекти, као што су LED семафори или LED натписи, могу да се користе. Будући да су предајници или LED извори светлости дизајнирани за сврхе осветљења (а тиме и генерално имају велику моћ зрачења), однос сигнал-шум (SNR) је висок за VLC, али се одржава безбедност ока приликом осветљења. Позната су два модела комуникације: возило-возило и возило-инфраструктура.